# В аду
«В аду» (англ. In Hell) — американский триллер 2003 года с Жан-Клодом Ван Даммом в главной роли. Фильм был снят режиссёром из Гонконга Ринго Ламом. Адаптация фильма 1978 года «Полуночный экспресс».

## Сюжет
Жан-Клод Ван Дамм играет роль американца Кайла, приехавшего с женой в Россию и работающего на сталелитейном заводе № 8 в городе Магнитогорск. Он живёт нормально и счастливо до того момента, пока в совместный с его женой семейный дом не врывается местный русский бандит, который начинает насиловать жену Кайла, а затем убивает её. Кайл застаёт бандита в доме и начинает преследовать его через весь город. Но бандиту удаётся сбежать и скрыться. Кайла в это время арестовывает милиция, так как он нарушил правопорядок. Позже дело доходит до судебного процесса, на котором бандиту выносят оправдательный приговор. Кайл возмущён и желает добиться справедливости, но его друг и адвокат, тоже американец, объясняет, что бандит подкупил судью, и поэтому был оправдан. После того, как Кайл прямо в здании суда пристрелил бандита-насильника, убившего его жену, суд приговаривает Кайла к пожизненному заключению без права помилования, с отбыванием в исправительно-трудовом лагере «Кровавый» — за грубое нарушение и несоблюдение российских законов. Этот лагерь имеет известность благодаря регулярным убийствам, происходящим в его стенах, в том числе из-за боёв без правил, которые устраивает начальник тюрьмы генерал Хрущёв, а также продажей заключённых на сексуальные услуги.
В лагере Кайл знакомится со старым зеком-колясочником, а также со своим соотечественником, молодым американцем, Билли Купером. Вскоре у Кайла начинают происходить неприятности с бандгруппировкой во главе с уголовным авторитетом по кличке Болт (Валентин Ганев). Сама группировка устраивает ему ежедневные побои, начинаются драки. Чтобы не допустить эскалации, Кайла сажают в одиночный карцер на длительный срок. Он начинает тренироваться. В соседней камере сидит другой заключённый, который постоянно рычит и воет. Кайлу эти вопли надоедают, и он изредка стучит кулаком по стене, чтобы успокоить своего соседа. Между ними устанавливается некое подобие контакта: сосед рычит, а Кайл стучит по стене. Выйдя из карцера, Кайл становится готовым бойцом, которого вскоре привлекают к боям без правил. На них Кайл неожиданно выигрывает свой первый поединок против заключённого Андрея, который числится в группировке Болта. Кайл всё чаще побеждает участников Болтовской группировки. Так как Кайл не желает подкупать надзирателей и подчиняться им, его сажают в подвал лагеря, в двухместную камеру, к убийце психопату по кличке 451. Он является большим мускулистым негром, который отличается высокой интеллигентностью и грамотностью, но склонным к садизму и убийству. Его единственного не привлекают к боям без правил и взамен каждую ночь подсаживают к нему в камеру местных братков, которых он потом убивает. Но в случае Кайла сам «451» меняет схему, видя, что Кайл интеллигентный человек, который хочет выжить в этой дыре.
В течение срока оба становятся друзьями, и «451» начинает внушать Кайлу, что если он и дальше будет драться, то будет только играть в грязные игры начальника лагеря и надзирателей, что приведёт к тому, что рано или поздно его все равно убьют. Кайл прислушивается к словам своего друга и начинает пассивное сопротивление, за что его, в качестве наказания за непослушание, приковывают к столбу посередине двора лагеря, подвергая пыткам палящим солнцем и сильными ливнями. По окончании наказания Кайла освобождают и уводят в лазарет на реабилитацию. После реабилитации в лагере начинается бунт, который удаётся подавить. Все заключённые получают в качестве наказания режим строгой изоляции, а Кайла заставляют участвовать в бое в ночное время против великана-питекантропа Милоша. Начинается неравный бой, но неожиданно Кайл переводит Милоша на свою сторону с помощью серии простых хлопков по камерной двери. Из-за этих ударов Милош узнает в Кайле своего недавнего соседа по карцеру и его гнев сменяется на милость по отношению к Кайлу. Разъяренный Милош набрасывается на надзирателей. Надзиратель расстреливает Милоша из пистолета и заключённый погибает от огнестрельных ранений. Бой таким образом срывается, и Кайла вновь возвращают в подвальную камеру. Там «451» обещает Кайлу, что поможет ему сбежать из лагеря и даст ему некий список, который он прятал в стене и в котором он записывал всех, кто погиб в лагере за последние 20 лет. Взамен Кайл должен провести один последний бой. Кайл соглашается, и в своем последнем бою проводит поединок против очередного местного братка по имени Валя (Maйкл Бэйли Смит/ Michael Bayley Smith), доставленного из другого лагеря для поединка. И в очередной раз Кайл валит своего противника на канвас и становится элитным бойцом лагеря.
«451»-ый, узнав о победе Кайла в поединке, помогает ему сбежать. Kaйл совершает удачный побег, а его друг убивает сначала зека-колясочника за предательство (выяснилось, что зэк-колясочник сдал охранникам тюрьмы информацию о готовящемся побеге Билли Купера), а затем и самого генерала Хрущева, начальника лагеря. После успешного побега Кайл публикует список «451»-го, и лагерь немедленно закрывают навсегда. Кайл возвращается в США и начинает новую жизнь. Судьба его друга и остальных заключённых остаётся неизвестной.

## В ролях
- Жан-Клод Ван Дамм — Кайл Леблан
- Лоуренс Тейлор — заключенный 451
- Ллойд Баттиста — генерал Хрустов
- Карлос Гомес — лейтенант Толик
- Манол Манолов — Ivan
- Крис Мойр — Билли Купер
- Билли Рик — Coolhand
- Райчо Василев — Андрей
- Валентин Ганев — Bolt

## Съёмки фильма
Съёмки фильма проходили в столице Болгарии, Софии. Съемки длились всего 36 дней (18 июля — 23 августа 2002 г.).

## Критика
В 2020 году журнал Maxim поставил фильм на 5-е место в списке «12 самых бредовых фильмов про Россию.